# Tohu
Tohu war eine biblische Person, die im Alten Testament als einer der Vorfahren des Propheten Samuel genannt wird.

## Etymologie
Der Personenname תֹּחוּ toḥû, deutsch ‚Tohu‘ (1 Sam 1,1 ) ist ein Einwortname. Martin Noth leitet ihn vom akkadischen taḫū ab und übersetzt „Kind“. In 1 Chr 6,19  lautet der Name תֹּוחַ tôaḥ. Die Septuaginta gibt den Namen als Θοκε Toke bzw. Θιε Tie wieder, die Vulgata als Thau bzw. Thou (in 1 Chr 6,34 ).
Tohus Sohn wird im Buch Samuel Elihu, im Buch der Chronik aber Eliël genannt.

## Erwähnungen in der Bibel
In 1. Samuel 1, 1  wird er in einer Liste der Vorfahren des Elkana, des Vaters des Propheten Samuel, genannt. Dort wird die Zugehörigkeit zum israelitischen Stamm Ephraim betont.
Der Stammbaum Samuels, in dem auch Tohu genannt wird, wird daneben auch in 1. Chronik 6, 18–23  beschrieben. Dort wird die Familie zu den levitischen Sängerfamilien gezählt, die von König David bestellt wurden, um an der Stiftshütte nach deren Umzug nach Jerusalem bis zum Bau des Tempels durch Salomo zu dienen. Der Verfasser des Chronikbuches dürfte die Familie wegen der priesterlichen Funktionen Samuels zu den Leviten gezählt haben.